# James BlueWolf
James BlueWolf (Oklahoma, 1950) fou un escriptor i poeta mestís de choctaw, com a cantant va enregistrar el disc Strike the drum. Ha estat autor dels poemes Sitting by his bones (1999) i Grandpa says: stories for a Seventh generation (2000).